# استفتاء مولدوفا 2019
استفتاء مولدوفا 2019 تم إجراء استفتاء غير ملزم من جزأين في مولدوفا في 24 فبراير 2019l، جنبًا إلى جنب مع الانتخابات البرلمانية. سئل الناخبون سؤالان: ما إذا كان ينبغي تخفيض عدد النواب من 101 إلى 61، وما إذا كان ينبغي أن يكون أعضاء البرلمان منفتحين على الاستدعاء. تمت الموافقة على كلا الاقتراحين من قبل الناخبين، مع إقبال الناخبين فوق عتبة 33٪ المطلوبة للتحقق من صحة النتيجة.